# Ryton, Shropshire
Ryton är en ort och civil parish i Storbritannien.   Den ligger i grevskapet Shropshire i riksdelen England, i den södra delen av landet, 190 km nordväst om huvudstaden London. Ryton ligger 66 meter över havet och antalet invånare är 16 093.
Terrängen runt Ryton är huvudsakligen platt. Ryton ligger nere i en dal. Runt Ryton är det ganska tätbefolkat, med 83 invånare per kvadratkilometer. Närmaste större samhälle är Telford, 9,4 km nordväst om Ryton. Trakten runt Ryton består till största delen av jordbruksmark.